# Lövstalöt
Lövstalöt – miejscowość (tätort) w Szwecji, w regionie administracyjnym (län) Uppsala, w gminie Uppsala.
Według danych Szwedzkiego Urzędu Statystycznego liczba ludności wyniosła: 1399 (31 grudnia 2015), 1453 (31 grudnia 2018) i 1458 (31 grudnia 2019).